# Carlos Carnero González
Carlos Carnero González (Madrid, 24 de novembre de 1961) és un polític espanyol. És diplomat universitari en Turisme, tècnic especialista administratiu amb estudis universitaris de ciències empresarials.

## Trajectòria política
Afiliat a Comissions Obreres, el 1991 fou secretari de comunicació i membre de l'executiva del PCE i de 1992 a 1997 secretari de política exterior d'Izquierda Unida, amb qui fou elegit diputat a les eleccions al Parlament Europeu de 1994. El 1998 abandonà IU per a formar part del nou partit Nueva Izquierda, del que en fou secretari de política europea (1998-2000) i diputat a les eleccions al Parlament Europeu de 1999. El 2001 abandonà NI per a ingressar al PSOE, amb el que fou elegit diputat a les eleccions al Parlament Europeu de 2004. Durant aquests anys va ser membre de les Comissions d'Assumptes Constitucionals (AFCO), Comerç Internacional (INTA) i Peticions (PETI) del Parlament Europeu.
Durant la seva etapa com a eurodiputat ha estat membre del Comitè Director del Moviment Europeu Internacional; Vicepresident de la Comissió de millora de la qualitat de vida, intercanvis entre la societat civil i cultura de l'Assemblea Parlamentària Euromediterrània (APEM); membre de la Convenció Europea; President de la Delegació d'Observadors del Parlament Europeu a les eleccions legislatives libaneses de 2005; Membre de la Taula de l'Intergrup Federalista per la Constitució Europea del Parlament Europeu.
També és portaveu del Partit Socialista Europeu en l'Assemblea Parlamentària Euromediterrània (APEM). És membre de la Delegació per a les Relacions amb els Països del Màixriq; de la Delegació per a l'Assemblea Parlamentària Euromediterrània; i de la Delegació en la Comissió Parlamentària Mixta UE-Turquia.
Ha estat vicepresident del Partit Socialista Europeu des de desembre de 2006 (quan es va celebrar el Congrés de Porto) fins a desembre de 2009.
Dins del PSOE ha estat coordinador del Grup de Treball Mediterrani de la Secretaria de Relacions Internacionals, membre del Consell de Relacions Internacionals del PSOE i membre del Comitè Federal del PSOE (2001-2004).

## Implicació amb la Constitució Europea
Carlos Carner és un important valedor de la Constitució Europea, ratificada per la majoria de països europeus. Va ser un membre actiu de la Convenció Europea que va redactar el text i va participar activament en la campanya del referèndum sobre la Constitució Europea a Espanya al febrer de 2005, en el qual es va aconseguir el suport del 32,19% dels ciutadans, el 76,72% dels votants, amb una abstenció del 57,68%, co-dirigint l'esforç de campanya del PSOE. Segueix fent campanya per la Constitució Europea en conferències i articles. És membre de l'Intergrup Federalista per la Constitució Europea.

## Obres (coautor)
- Europa: el estado de la Unión (2006)
- La Constitución Europea: manual de instrucciones (2005).
- Construyendo la Constitución Europea. Crónica política de la Convención (2003).
- 12 Visiones de una política de progreso (1998).